# La faccia del vincitore
La faccia del vincitore è un racconto di genere giallo-storico della scrittrice italoamericana Ben Pastor.
Nella edizione italiana fa parte di un'antologia che raccoglie racconti in cui compare il personaggio di Duca Lamberti, il medico investigatore creato da Giorgio Scerbanenco. La narrazione immagina che Lamberti, da adulto, rievochi una vicenda vissuta nell'adolescenza, corrispondente alla sua prima inchiesta criminale.

## Titolo
Il titolo del racconto si giustifica in relazione alla frase conclusiva della narrazione:

## Incipit
Così il mio diario dell’aprile ’45. Ci ripenso ora, da adulto, senza sapere se la mestizia sia più forte della rabbia o viceversa. Ormai sono passati vent’anni da quel giorno e le impressioni personali si sono appiattite fino a somigliare alle fotografie di cronaca, quelle sfuocate istantanee in bianco e nero che tutti abbiamo visto sui giornali.»

## Trama
Milano, 28 aprile 1945: sono passati pochi giorni dalla Liberazione.
Uscito per strada, il giovane Duca Lamberti arriva per caso a piazzale Loreto, dove sono esposti i cadaveri di Mussolini e di Claretta Petacci; in mezzo alla folla agitata e vociante, il bambino ha occasione di assistere ad un borseggio ai danni di un operaio. Cerca di richiamare l'attenzione degli adulti, ma c'è troppo rumore; anche raggiungere il ladro è difficile a causa della folla. Ad un certo punto è lo stesso ladro ad avvicinarsi a lui, ad afferrarlo per una spalla e ad usarlo come pretesto per farsi largo nella calca.
Duca lo asseconda senza protestare, e continua poi ad inseguirlo testardamente anche quando l'uomo, ormai allontanatosi dalla piazza, cerca di correre via.

Finalmente bloccato dentro un portone, il ladro riesce ugualmente a farla franca perché su di lui non viene rinvenuta alcuna refurtiva, evidentemente già passata ad un complice grazie alla confusione.
Anche a distanza di tanti anni Duca prova ancora gli stessi sentimenti di allora: rabbia per la conclusione della storia, ma anche un certo orgoglio derivante dalla consapevolezza di aver fatto la cosa giusta, e di aver in tal modo onorato gli insegnamenti di suo padre.

## Personaggi
- Duca Lamberti. Medico, figlio di un agente di Pubblica Sicurezza che lo ha allenato a vedere il mondo, e non soltanto a guardarlo.

## Cronologia
Lo svolgimento del racconto corrisponde ad una narrazione che Duca Lamberti fa negli anni Sessanta, rievocando però una vicenda accaduta due decenni prima, il 28 aprile del 1945, quando lui stesso aveva soltanto “undici anni e un mese”.

## Edizione italiana
- Ben Pastor, “La faccia del vincitore”, in A.A.V.V., Il ritorno del Duca, (a cura di Gian Franco Orsi), Garzanti ed., 2007 – ISBN 978-88-11-68338-4